# 東京外科クリニック
東京外科クリニック（とうきょうげかクリニック）は、東京都千代田区に存在する医療機関。日帰り手術を専門とし、腹部外科（鼠径ヘルニア・虫垂・胆石・大腸）の手術を中心に行っている。無床診療所におけるTAPP法日帰り手術は本邦初とされる。東京外科グループの本院。
2024年4月より順天堂大学医学部主任教授であった山高篤行が
院長を務める。

## 診療内容
- 鼠径ヘルニア（脱腸）日帰り手術
- 小児外科日帰り手術
- 乳腺外科日帰り手術
- 大腸外科
- 虫垂炎（盲腸）日帰り手術
- 胆石症・胆石ポリープ日帰り手術
- 外科

## 交通アクセス
- JR御茶ノ水駅「聖橋口」から徒歩7分（600m)
- 都営地下鉄 小川町駅・ 東京メトロ 淡路町駅 ・新御茶ノ水駅「B5出口」から 徒歩3分（200m)
- 東京メトロ 神保町駅「A5出口」から徒歩8分（650m)